# Fiat Mod. 14 tipo Aviazione
La Fiat Mod. 1914 tipo Aviazione era una mitragliatrice media per impiego aeronautico sviluppata dalla Fiat-Revelli Mod. 1914, adottata dal Corpo Aeronautico italiano durante la prima guerra mondiale.

## Storia
La mitragliatrice deriva dalla Fiat-Revelli Mod. 1914, realizzata del capitano del Regio Esercito Abiel Bethel Revelli. La Mod. 14 venne impiegata largamente nella Grande Guerra e nella cosiddetta riconquista della Libia, ed era ancora la mitragliatrice standard italiana durante la guerra di Spagna e quella d'Etiopia.
L'arma tipo Aviazione fu progettata per la Fiat da Abiel Bethel Revelli di Beaumont per l'impiego sugli aeromobili del Servizio Aeronautico del Regio Esercito e fu realizzata in 
circa 3 000 esemplari dalla Metallurgica Bresciana già Tempini (MBT).
Dato il sistema di otturazione era difficilmente sincronizzabile, quindi fu impiegata essenzialmente nei bombardieri in installazioni brandeggiabili sia a prua che in fuga. Venne impiegata sui bombardieri Caproni Ca.32, Ca.33, Ca.40 e Ca.44 e sui diribili tipo M e P. Fu installata invece fissa in caccia sugli idrovolanti ad elica spingente, come il Macchi L.2, M.3 e M.8, o sull'ala superiore di biplani, quali i SAML S.1, SAML S.2, SIA 7 e Pomilio PE. L'arma si rivelò precisa ed affidabile, a patto di una costante lubrificazione delle munizioni. Nel 1917 la MBT propose un caricatore circolare da 250 colpi e nello stesso periodo la Fiat condusse esperimenti sull'alimentazione a nastro, ma entrambi gli sviluppi non ebbero seguito. Per aumentare la cadenza di tiro venne sperimentato un dispositivo acceleratore di tiro e, più semplicemente, vennero testate installazioni binate: tale soluzione prevedeva l'installazione delle due armi ruotate di 45° sul loro asse maggiore, in modo da poter inserire i caricatori a cassetta dall'alto in basso contemporaneamente su entrambe le armi, con le conseguenti modifiche alle impugnature ed alle manette d'armamento.
Alla fine della Grande Guerra l'arma fu sostituita nel servizio aviatorio dalla mitragliatrice leggera Lewis, che disponeva di una munizione da 7,7 mm più potente e di un caricatore chiuso circolare più pratico. Molte andarono ad armare le tankette CV29 e CV33.

## Tecnica

Una Mod. 14 da aviazione sulla prua di un Caproni Ca.3.

Quest'arma differiva dal modello standard essenzialmente per il sistema di raffreddamento e per quello di alimentazione. Il manicotto dell'acqua, che nella versione originale contiene l'acqua che ricircola da un bidone con pompa a mano, è sostituito da un manicotto traforato, in quanto alle quote e velocità degli aeromobili il flusso d'aria è sufficiente a raffreddare la canna. Il bocchettone di alimentazione è munito di un paravento ed accoglie un caricatore a cassetta da 100 colpi (20 scomparti da 5 colpi). Sul lato destro è applicata una sacca raccoglibossoli modello Reparto Artiglieria Aerea, che recuperava anche i caricatori esauriti. Sul lato sinistro del castello fu applicata una leva di blocco del carrello in apertura durante la fase di ricarica.
Le armi installate su supporti brandeggiabili erano dotate di correttori di velocità avversaria di tipo inglese ad anello, di modello "Le Prieur" e modello "Cacciatore". I correttori di velocità propria potevano essere ad ellisse, modello "Norman-Pattern" e modello "Le Prieur". L'arma ricorreva a munizioni 6,5 × 52 mm del tipo ordinario, perforanti, fumogene-traccianti, luminose, incendiarie BTS (Bontempelli-Tealdi-Suppo). Verso la fine della guerra vennero introdotte le munizioni perforanti incendiarie (PI), semiperforanti incendiarie (SPI), esplosivo perforante (EP), esplodente a tempo (DT: direzione tiro), luminoso incendiario (LI).